# SS Kronprinz Wilhelm
O SS Kronprinz Wilhelm foi um navio de passageiros alemão operado pela Norddeutscher Lloyd e construído pelos estaleiros da AG Vulcan Stettin em Estetino. Foi a segunda embarcação da Classe Kaiser de transatlânticos depois do SS Kaiser Wilhelm der Grosse e seguido pelo SS Kaiser Wilhelm II e SS Kronprinzessin Cecilie. Ele foi nomeado em homenagem a Guilherme, Príncipe Herdeiro e filho do imperador Guilherme II da Alemanha.
O Kronprinz Wilhelm realizou sua viagem inaugural em 17 de setembro de 1901, conseguindo uma boa popularidade durante sua carreira comercial. Com o início da Primeira Guerra Mundial em 1914, ele foi convocado pela Kaiserliche Marine e transformado em um cruzador auxiliar, conseguindo capturar e afundar vários navios aliados. A embarcação tinha recebido ordens para nunca aportar, porém já por volta de 1915 seus suprimentos estavam acabando, a tripulação estava de dieta e passando mal e o próprio navio estava com avarias. O Kronprinz Wilhelm acabou aportando em Cape Henry, Virgínia, então no neutro Estados Unidos, sendo logo em seguida levado para Portsmouth.
Os Estados Unidos declarou guerra ao Império Alemão em 1917, com o navio sendo tomado pela Marinha e transformado em uma embarcação de transporte de tropas chamada USS Von Steuben, em homenagem ao oficial militar prussiano Friedrich Wilhelm von Steuben que lutou no lado norte-americano durante a Guerra de Independência. Ele exerceu essa função até o fim do conflito em 1918, sendo descomissionado em outubro do ano seguinte. O Von Steuben estava em péssimas condições e ficou parado até 1923, quando foi finalmente desmontado.